# Iwan Jakowlewitsch Bilibin

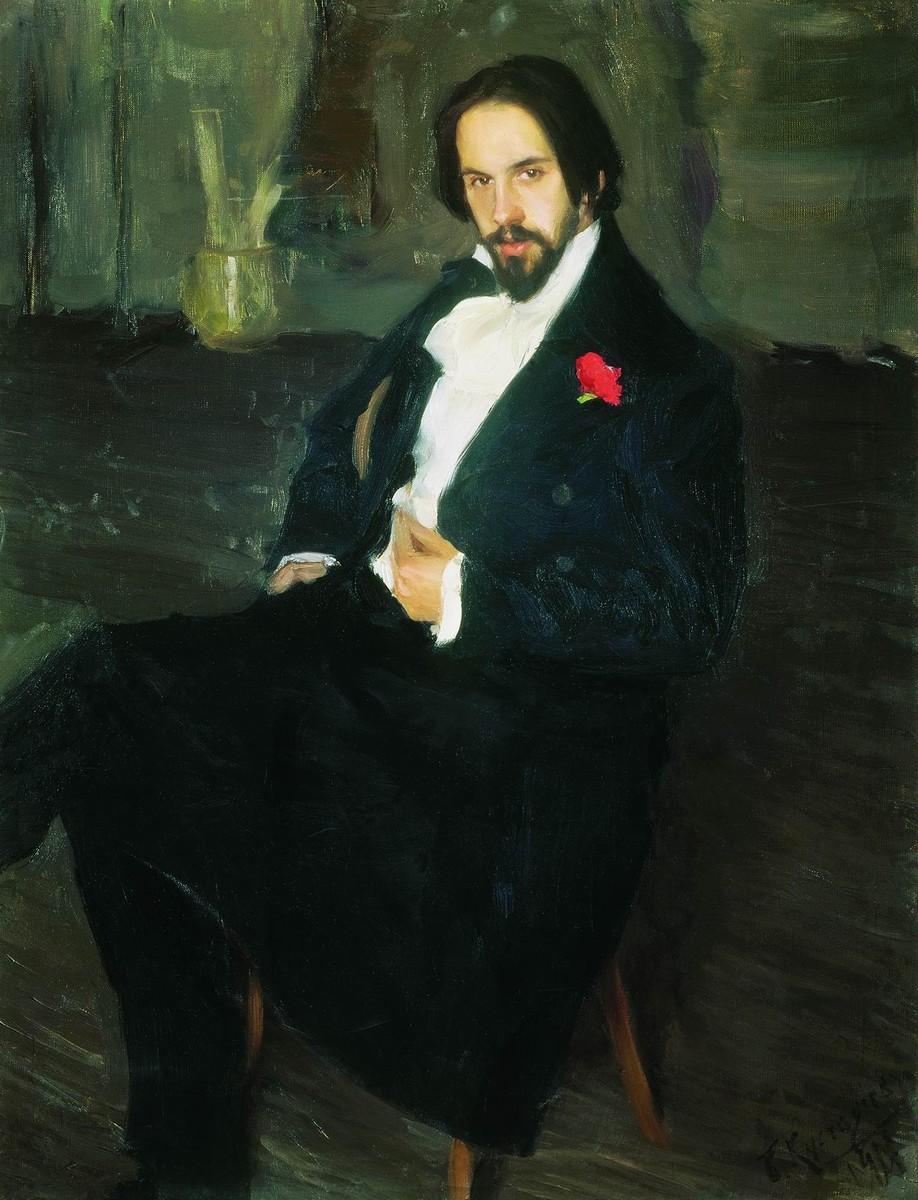
Iwan Jakowlewitsch Bilibin, porträtiert von Boris Kustodijew

Iwan Jakowlewitsch Bilibin (russisch Иван Яковлевич Билибин;  wiss. Transliteration Ivan Jakovlevič Bilibin; * 4. Augustjul. / 16. August 1876greg. im Dorf Tarchowka nahe Sankt Petersburg; † 7. Februar 1942 in Leningrad) war ein russischer bzw. sowjetischer Maler, Buchillustrator und Theaterschaffender. Er war Mitglied der Vereinigungen Mir Iskusstwa (Die Welt der Kunst), Mitbegründer des Sojus russkih hudožnikov (Vereinigung der russischen Maler) und ab 1937 Mitglied des Sojus hudožnikov SSSR (Malervereinigung der UdSSR).

## Leben
Geboren als Sohn des Militärarztes Jakov Ivanovič Bilibin (Яков Иванович Билибин) und seiner Frau Varvara Alexandrovna, besuchte er nach der Schulausbildung die juristische Fakultät der Petersburger Universität. Nach seinem Abschluss im Mai 1900 begab er sich nach München, wo er eine Ausbildung bei dem Maler Anton Ažbe absolvierte. Später setzte er diese unter der Leitung von Ilja Repin an der Kunstakademie in Sankt Petersburg fort. Nach der Bildung der Künstlervereinigung Mir Iskusstwa wurde er deren aktives Mitglied. Seine Tätigkeit für diese Vereinigung sowie der Einstieg in die Zeitungs- und Buchgrafik begann mit einer Auftragsarbeit für die Gestaltung der Zeitschrift Mir Iskusstwa 1899. Künstlerische Gestaltung weiterer Zeitschriften wie der Heckenrose (Шиповник) und Ausgaben des Moskauer Buchverlages folgten.
In der Zeit von 1902 bis 1904 entsandte ihn die ethnografische Abteilung des Museums Alexanders III. in die Gouvernements Wologda, Archangelsk, Twer und Olonez, um ethnografisches Material zu sammeln und Denkmäler alter Dorfarchitektur zu fotografieren.
Bilibins künstlerische Begabung zeigte sich besonders deutlich in seinen Illustrationen zu russischen Märchen und Sagen sowie in seinen Arbeiten zu Theateraufführungen. 
Zur Zeit der Revolution von 1905 zeichnete er revolutionäre Karikaturen, vor allem für die Zeitschrift „Župel“ (Жупелъ), die 1906 verboten wurde. Nach der Oktoberrevolution 1917 verließ er Russland. Nach Aufenthalten in Kairo und Alexandria ließ er sich schließlich 1925 in Paris nieder. Hier gestaltete er private Niederlassungen und orthodoxe Kirchen. Mit der Zeit fand sich Bilibin mit der Sowjetmacht ab. In der Zeit von 1935 bis 1936 beteiligte er sich an der Gestaltung der sowjetischen Botschaft in Paris. Danach reiste er in die Heimat zurück und ließ sich in Leningrad nieder.
Von 1936 bis 1941 lehrte Bilibin an der Allrussischen Künstlerakademie und setzte seine Arbeit als Illustrator und Bühnendesigner fort. Bilibin verstarb im Februar 1942 während der Leningrader Blockade.

### Privatleben
1902 heiratet Bilibin seine ehemalige Schülerin, die Malerin Marija Jakowlewna Tschembers (Мария Яковлевна Чемберс). Sie hatten die gemeinsamen Söhne Alexander (1903) und Iwan (1908). 1912 ehelichte er die Kunstschulabsolventin Renée Rudolfowna O’Konnel (Рене Рудольфовна О’Коннель) wiederum eine ehemalige Schülerin. 1923 heiratete er die Malerin Alexandra Wasiljewna Schtschekatichina-Potozkaja (Александра Васильевна Щекатихина-Потоцкая), mit der er 1929 eine gemeinsame Ausstellung in Amsterdam hatte.

## Galerie

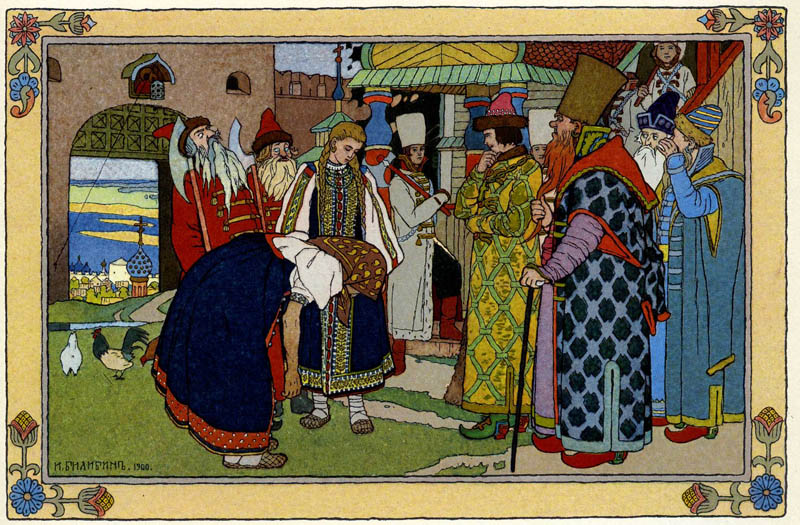
Illustration zu dem Märchen Die schöne Wassilissa (1899–1900, 1902)
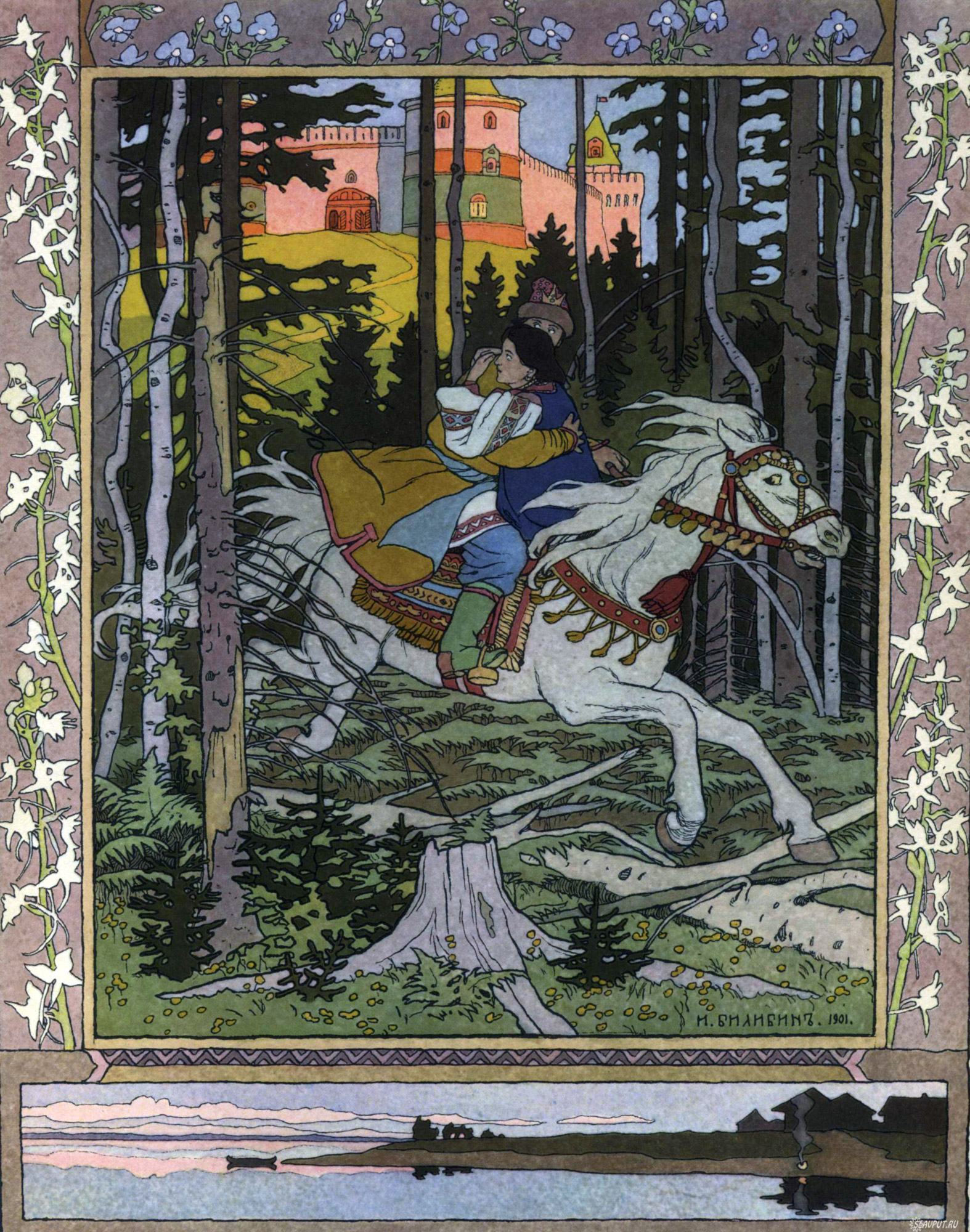
Illustration zu dem Märchen Marja Morevna
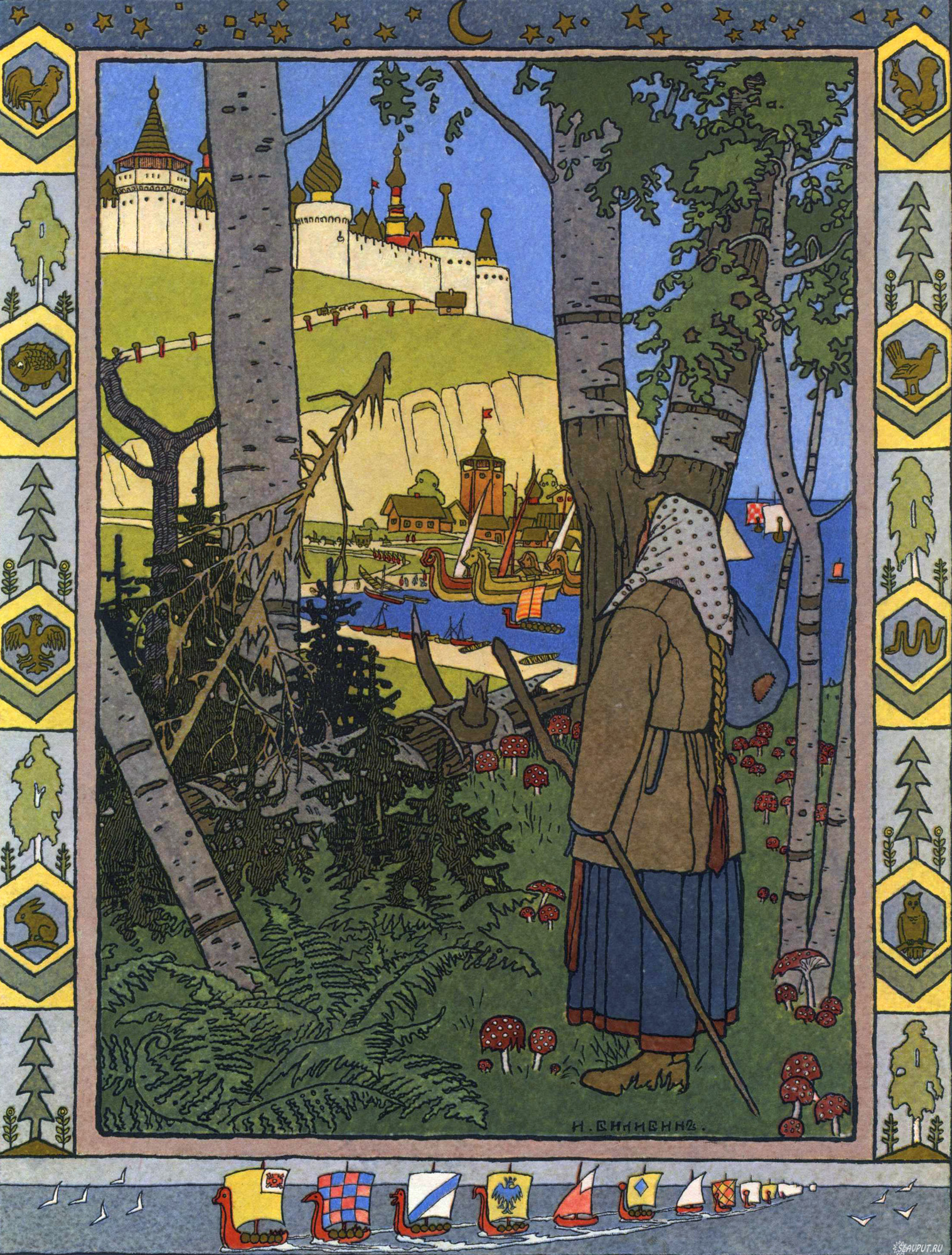
Illustration zu dem Märchen Die Feder des Finist des hellen Falken
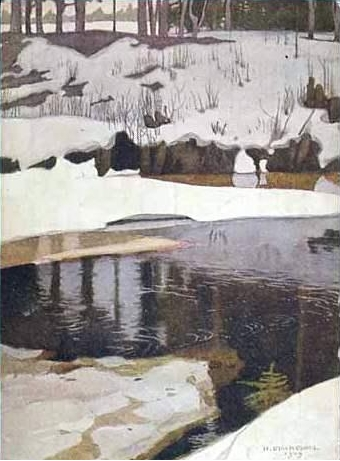
1900er Jahre
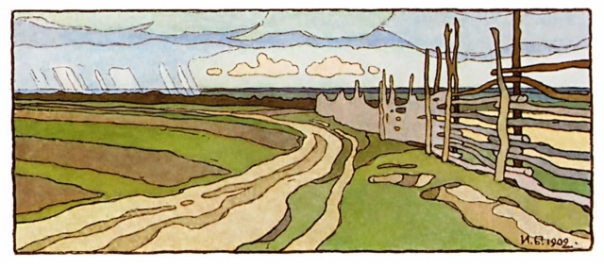
Das Schlussbild zu dem Märchen Schwesterchen Aljonuschka und Brüderchen Ivanuschka (1902)
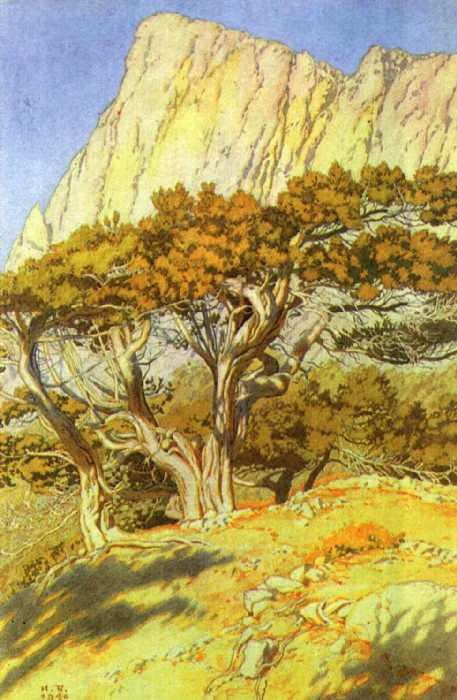
Krim. Batiliman (1940)
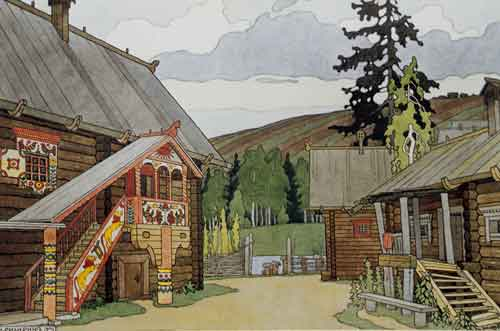
Slobodka Berendejevka. Entwurf zu der Oper 'Sneguročka' von Nikolaj Rimskij-Korsakov